# Poul Krebs
Poul Krebs (født 28. maj 1956 i Aarhus) er en dansk pop/rock-sanger, sangskriver og musiker. Han har udgivet 23 albums samt opsamlinger, der sammenlagt har solgt mere end 1 million eksemplarer. Poul Krebs fik sit store gennembrud med albummet Små sensationer (1995), som bl.a. indeholdt hittet "Sådan nogen som os".

## Opvækst
Poul Krebs er opvokset i Aarhus og var i sin ungdom en talentfuld håndboldspiller på Skovbakkens førstehold. I sit barndomshjem dannede han et lille band, der fortolkede sange af andre kunstnere. De brugte Poul Krebs' forældres garage som spillested og øvelokale, og der var også propfyldt med publikum. Poul Krebs og det lille band ønskede at udvikle sig, men da guitaristens mor ikke ville have at hendes søn spillede offentligt, måtte bandet opløses, og de indtjente penge gik til en campingtur i Blommehaven. En Bob Marley-koncert hev ham væk fra håndboldbanen og tilbage til musikdrømmene.[kilde mangler]

## Karriere
Siden begyndelsen af 1990'erne har Poul Krebs været flittig på koncertscenerne og i pladestudierne. Han har prøvet kræfter i flere forskellige sammenhænge og var blandt andet den ene af De tre tenorer sammen med Steffen Brandt og Michael Falch i 1995.
Michael Falch og Poul Krebs er bedste venner, og de turnerer jævnligt sammen og har deres eget pladeselskab 'KrebsFalch', hvor de selv producerer deres musik.
Poul Krebs har spillet flere steder uden for landets grænser. Ud over flere ture til Grønland har han spillet i Norge, Frankrig og USA. Blandt de musikere, han har spillet sammen med, kan nævnes Henning Kvitnes, Kenneth Blevins (fra John Hiatts orkester), David Grissom (kendt for samarbejdet med John Mellencamp), Marilyn Mazur, Per Chr. Frost og bedstevennen Michael Falch
Blandt Krebs' øvrige gøremål kan nævnes et stort engagement til fordel for velgørenhed. I 1999 skrev han " Selv en dråbe", som er en velgørenhedssang for Kosovo. Han har endvidere deltaget i en lang række støttekoncerter herunder mange udgaver af Muskelsvindfondens Grøn koncert samt for Dansk Flygtningehjælp. Han har spillet på praktisk taget alle danske musikfestivaler og er et populært navn i hele landet.
Poul Krebs har udsendt flere album og har både skrevet dansk- og engelsksprogede tekster. Han turnerer meget akustisk med Michael Falch, og de to besøger flere og flere byer i Danmark.
Poul Krebs medvirkede i 2014 i femte sæson af Toppen af Poppen på TV 2.

## Diskografi

### Solo
- Efter stormen (Stuk, 1979)
- Krebs Band (Ferry, 1982) (Krebs Band)
- Nat nu – under stjernerne (Front, 1984) (Krebs Band)
- Hvor gaden bli'r til sand (Sundance, 1988)
- Langt fra en ordentlig by (Sonet, 1989)
- Fri som et forår (Sonet, 1990)
- Morgendagens tåber (Columbia, 1991) (Poul Krebs & The Bookhouse Boys)
- Strejfer (Columbia, 1992) (Poul Krebs & The Bookhouse Boys)
- Dansen, månen og vejen (CMC, 1993)
- Små sensationer (Pladecompagniet, 1995)
- Kosmorama (Pladecompagniet, 1997)
- Forbandede vidunderlige tøs (Pladecompagniet, 1999)
- Striber af lys (Pladecompagniet, 2002)
- Usund skepsis (Pladecompagniet, 2003)
- Ku den næste dans blive min? (CMC, 2006)
- Signatur (bokssæt, Sony BMG, 2007)
- Angeleno Road – lige ved siden af virkeligheden (RecArt, 2009)
- Magnolia Tales (2011)
- Der er noget ved alting (ArtPeople, 2011)
- Asfalt (ArtPeople, 2014)
- Maleren og delfinerne på bugten (Universal, 2017)
- Ingen grænser for kærlighed (2020)

### Live
- På en god dag – live (CMC, 2004)

### Opsamling
- Master serien (PolyGram, 1998)
- Det minder lidt om eventyr – Poul Krebs’ bedste sange (Pladecompagniet, 2000)
- Alt det du brænder for (Universal, 2001)
- Jennifer (Universal, 2005)
- Signatur (Sony BMG Entertainment, 2007)
- Poul Krebs 1991-2003 (Sony Music, 2009)
- The winding road session - Greatest hits og andre gode sange 1988-2013 (2013)
- Sådan nogen som os (& alle de andre) (Sony Music, 2014)

### Med KrebsFalch
- Live Akustisk (KrebsFalch, 2010) (med Michael Falch)
- Tomandshånd (Universal, 2015) (med Michael Falch)